# Галсільліс
«Галсільліс» (ОКС ЛГП «Галсільліс») — львівське обласне комунальне спеціалізоване лісогосподарське підприємство.

## Структура
У структурі «Галсільліс» перебуває 18 дочірніх підприємств.

## Фінансові показники
У 2021 «Галсільліс» отримало понад 200 млн грн від реалізації продукції та сплатило майже 80 млн грн податків до бюджетів усіх рівнів, зокрема 24 млн 600 тис. грн до місцевих бюджетів та 64 млн 600 тис. грн до державного бюджету.

## Природно-заповідний фонд
Об'єкти природно-заповідного фонду, що знаходяться на території лісового фонду дочірніх лісогосподарських підприємств ЛГП «Галсільліс»
І. Об'єкти природно-заповідного фонду загальнодержавного значення (Всього 14477.4 Га)
- Національний природний парк «Північне Поділля»: Бродівське ДЛГП 628.3 Га, Буське ДЛГП 449 Га, Золочівське ДЛГП 122.1 Га
- Національний природний парк «Королівські Бескиди» (створений відповідно Указу Президента України від 30.11.2020 року № 526/2020 з вилученням у постійного лісокористувача 8691 га) Старосамбірське ДЛГП 8997.0
- Національний природний парк «Бойківщина» (створений відповідно Указу Президента України від 11 квітня 2019 року № 130/2019 з вилученням у постійного лісокористувача 4281 га) 9 Турківське ДЛГП 4281 Га.

ІІ. Регіональні ландшафтні парки (Всього 6416.9 Га)
- Регіональний ландшафтний парк "Равське Розточчя: Жовківське ДЛГП 2606.1 Га, Яворівське ДЛГП 509.2 Га
- Регіональний ландшафтний парк «Надсянський»: Турківське ДЛГП 2478 Га
- Регіональний ландшафтний парк «Стільське Горбогір'я»: Пустомитівське ДЛГП 265 Га, Миколаївське ДЛГП 558.6 Га

ІІІ. Об'єкти природно-заповідного фонду місцевого значення (Всього 165.7 Га)
- Буське ДЛГП
  - Лісовий заказник «Гаївський» 50.6 Га
  - Лісовий заказник «Ангелівка» 0.8 Га
  - Лісовий заказник «Солотвина» 0.2 Га
- Старосамбірське ДЛГП:
  - Лісовий заказник «Бачина» 0.8
  - Лісовий заказник «Заріччя» 1.5
- Перемишлянське ДЛГП: Лісовий заказник «Білий Берег» 1
- Турківське ДЛГП: Лісовий заказник «Верхнє» 1.2
- Кам.-Бузьке ДЛГП: Лісовий заказник «Вислобоки» 1
- Дрогобицьке ДЛГП: Лісовий заказник «Гаївка» 1.3
- Стрийське ДЛГП:
  - Лісовий заказник «Моршинське узлісся» 0.8
  - Лісовий заказник «Розгірче» 0.4
- Сокальське ДЛГП:
  - Лісовий заказник «Нивки» 0.5
  - Заказник місцевого значення «Двірцівський» 63.9
- Миколаївське ДЛГП: Лісовий заказник «Під Закладом» 0.9
- Жовківське ДЛГП: Лісовий заказник «Підлипницький» 1.6
- Славське ДЛГП: Лісовий заказник «Сможанка» 0.9 Га
- Яворівське ДЛГП: Заказник місцевого значення «Страчанська гора» 28.4
- Старосамбірське ДЛГП: Комплексна пам'ятка природи «Скеля» 1
- Дрогобицьке ДЛГП: Ботанічна пам'ятка природи «Віковий дуб»: 0.15
- Дрогобицьке ДЛГП: Гідрологічна пам'ятка природи «Водоспад Лазний»: 0.15
- Миколаївське ДЛГП: Геологічна пам'ятка природи «Відслонення тортонських пісковиків із скупченням викопної тортонської фауни» 8.6

Разом по ДЛГП 21 060.0 Га